# Batalla de La Herradura
La Batalla de La Herradura (Provincia de Córdoba, Argentina, 18 de febrero de 1819) fue un combate durante la primera de las guerras civiles argentinas entre unitarios y federales, victoria del general y futuro caudillo cordobés Juan Bautista Bustos sobre el caudillo santafesino Estanislao López.

## Antecedentes
La provincia de Santa Fe, que hasta 1815 había dependido de la de Buenos Aires, logró liberarse de esa dependencia con una serie de combates en la capital de la provincia y venció en tres oportunidades las invasiones mandadas desde la capital del país. Entonces el director Pueyrredón ordenó atacarla con el Ejército del Norte, que de esta manera era apartado de su misión, es decir, la de defender el límite norte del país.
Muy contra su voluntad, el general Manuel Belgrano envió contra Santa Fe una poderosa división, al mando del coronel Juan Bautista Bustos. Este fue vencido en una batalla muy rápida el 20 de noviembre de 1818, en Fraile Muerto, combate en que López se limitó a dejar sin caballos a Bustos, para volver rápidamente sobre el sur de su provincia a enfrentar al ejército que la invadía desde Buenos Aires, al mando de Juan Ramón Balcarce, que fue rápidamente derrotado. 
Al mismo tiempo fracaso expedición enviada desde Buenos Aires a Entre Ríos, con esto López y Ramírez pudieron auxiliarse mutuamente, el último le envió al primero 2000 entrerrianos y 500 correntinos para derrotar a Balcarce.
Pueyrredón insistió en su estrategia de doble ataque, sólo que con más hombres. 
El plan del Directorio era lanzar una ofensiva múltiple sobre Santa Fe con más de 7000 hombres: el general Juan José Viamonte estaba en San Nicolás de los Arroyos con 2500 soldados, Bustos en Córdoba con más de 800, Belgrano avanzaba desde Tucumán con el grueso de sus tropas, unos 3000 hombres, y con el teniente coronel Severo García de Sequeira unos 1000 soldados venían desde Mendoza. López tenía sólo 2000 hombres, 800 de ellos eran refuerzos provenientes de Entre Ríos.

## Desarrollo
Bustos estaba ahora al mando de algo menos de 1000 hombres, muy superiores en armamento que los 1500 hombres de López. Pero no lo enfrentó a campo abierto, sino que, al saber que el caudillo iba nuevamente a su encuentro, se refugió en una curva del río Tercero, con forma de herradura, donde tres de sus lados estaban protegidos por el río, y el frente por una empalizada y carretas con cañones.
La batalla duró tres días, durante los cuales López intentó varias veces forzar la puerta del refugio de Bustos, sin lograr vencerlo. Impacientes, los jefes de la caballería de Bustos, los coroneles Gregorio Aráoz de Lamadrid y José María Paz hicieron varias salidas para perseguir a López, pero este los alejó de su base y los venció en choques rápidos. La batalla quedó en un empate, aunque en comparación con la anterior fue mucho menos útil para López, y por eso suele ser considerada una victoria de Bustos.

## Consecuencias
López hizo una maniobra que le pudo haber resultado, al avanzar rápidamente hacia la ciudad de Córdoba. Pero al llegar a la Villa de los Ranchos, sobre el río Segundo, recibió noticias del nuevo ataque desde Buenos Aires, esta vez al mando de Juan José Viamonte. Este fue cercado en Rosario, y cuando estaba por ser expulsado de allí, López propuso un armisticio. La razón de esta propuesta era que acababa de recibir noticias de que el general José de San Martín se quejaba de que se le ordenaba regresar de Chile, poniendo en peligro la futura campaña al Perú, para combatir a López.
El armisticio apenas duró ocho meses, y terminó con la campaña que llevaría a los federales a la victoria en la batalla de Cepeda, definitiva derrota del unitarismo directorial.